# ألبرت جراف فون دير غولتز
ألبرت جراف فون دير غولتز (بالألمانية: Albert Graf von der Goltz)‏ هو عسكري ألماني، ولد في 24 يونيو 1893 في Czajcze, Piła County ‏ في بولندا، وتوفي في 16 مارس 1944 في أوديسا في أوكرانيا.